# Falcata

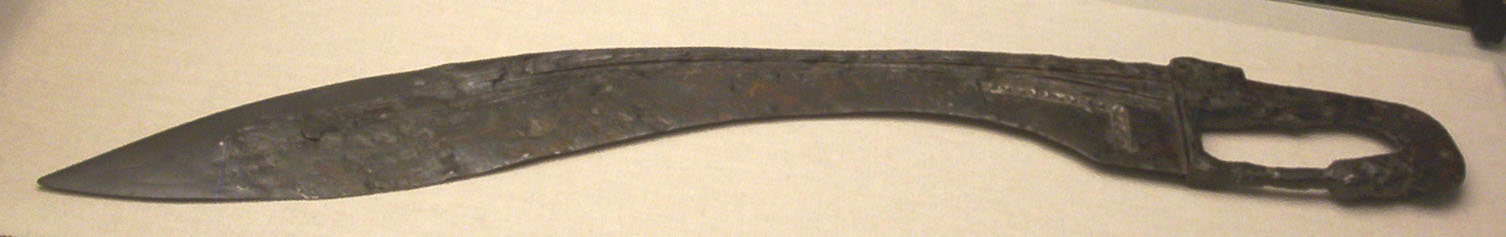
Falcata aus dem 4. Jahrhundert v. Chr. im Museo Arqueológico Nacional

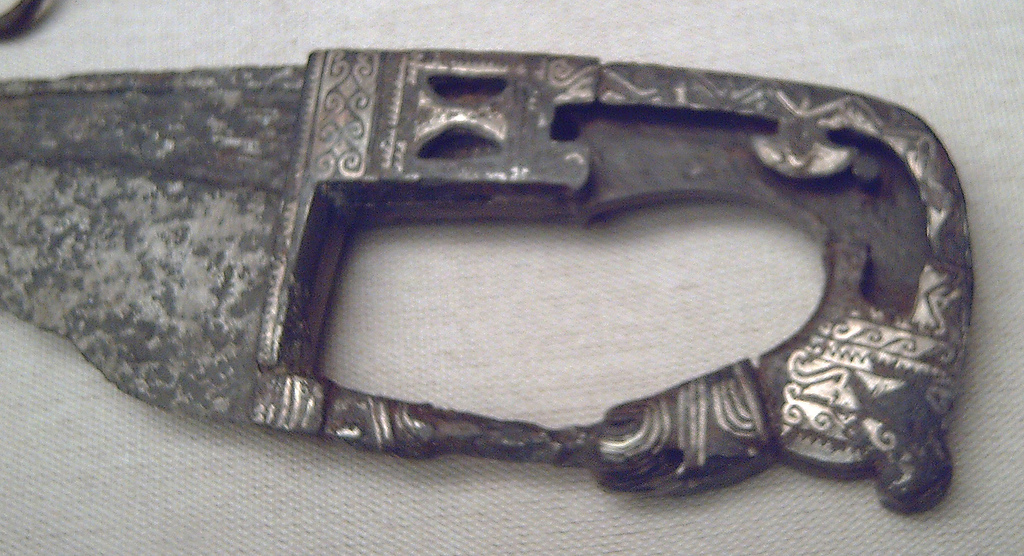
Griff einer Falcata, 3./4. Jahrhundert v. Chr.

Als Falcata wird das gekrümmte Schwert der Iberer bezeichnet. Dieser Begriff wurde von Fernando Fulgosio 1872 eingeführt.

## Beschreibung
Die Iberer kannten die Falcata seit dem 5. Jahrhundert v. Chr. und benutzten sie bis zu Beginn des 1. Jahrhunderts n. Chr. Es handelt sich bei der Falcata um ein kurzes, der griechischen Machaira über ihre italisch-adriatischen Varianten nachempfundenes Schwert. Es besitzt einen der menschlichen Hand angepassten Griff und eine asymmetrische, ca. 50 Zentimeter lange Klinge. Ausgestattet ist die Falcata mit doppelter oder einfacher Schneide und scharfer Spitze. Es wurden schmuckvolle Falcata mit silbernen Einlegearbeiten gefunden.